# Михальцов, Алексей Сергеевич
Алексей Сергеевич Михальцов (родился 6 ноября 1991 в поселке Мирный Алтайского края, Россия) — российский регбист и бывший легкоатлет-бегун, защитник (крайний трёхчетвертной) команды «Енисей-СТМ» и сборных России по регби-15 и регби-7.

## Биография

### Карьера в легкой атлетике
С детства занимался бегом. В 2011 году стал победителем Чемпионата России по лёгкой атлетике в неолимпийской дисциплине эстафетный бег в составе Новосибирской области.

### Карьера в регби
В 2013 году, вслед за своей женой Алёной Михальцовой (в девичестве Богачёвой) перебрался в «Енисей-СТМ». Стал игроком основы, считается одним из самых быстрых регбистов страны. В 2015 году стал автором «Лучшей попытки» по итогам голосования болельщиков.

### Карьера в сборной
В 2015 году был вызван сначала в семерочную сборную, а из-за ряда травм получил приглашение и в сборную по «пятнашке».

### Допинговый скандал
В 2016 году у Алексея и его жены Алёны были обнаружены следы мельдония. Спортсмены отрицали факт употребления препарата и подали протест, однако от соревнований все равно были отстранены до выяснения всех деталей. Спустя несколько месяцев подозрения со спортсменов были сняты и они были амнистированы.

## Личная жизнь
Был женат на российской регбистке Алёне Михальцовой (Тирон).

## Достижения
- Чемпион России: 2014, 2016, 2017, 2018, 2019
- Обладатель Кубка России: 2014, 2016, 2017, 2020